# 조동섭
조동섭(趙東燮, 1959년 9월 1일 ~ )은 북한의 축구 지도자이다.

## 선수 시절
북한 A대표팀 소속으로 1986년 태국에서 열린 킹스컵에 참가하여 팀의 우승에 일조했다.

## 감독 경력
2005년 북한 U-17 대표팀 감독에 선임되어 2005년 FIFA U-17 월드컵에서 팀을 8강으로 이끌었고 이후 북한 U-20 대표팀을 맡아 2006년 AFC U-20 아시안컵 우승을 이끈 뒤 2007년 FIFA U-20 월드컵에도 참가했으나 2무 1패·E조 3위에 그치며 16강 진출에 실패했다.
그 뒤 2007년 북한 U-23 대표팀의 지휘봉을 맡아 2008년 하계 올림픽 아시아 지역 예선에서 팀을 최종 예선까지 이끌었고 이후 2008년 북한 대표팀의 수석 코치로 부임하여 북한의 44년만의 2번째 월드컵 본선 진출을 이끌었으며 북한 A대표팀의 코치와 감독 대행으로 2008년 AFC 챌린지컵 3위, 2010년 카타르 4개국 친선대회 우승, 2010년 AFC 챌린지컵 우승에 공헌하기도 했다.
2010년 FIFA 월드컵 이후 김정훈 감독의 후임으로 북한 A대표팀 사령탑에 취임한 뒤 2010년 아시안 게임에서 북한 U-23 대표팀의 사령탑을 맡아 아시안 게임 3회 연속 8강 진출을 이끌었고 이후 이듬해에 열린 2011년 AFC 아시안컵에도 참가했으나 1무 2패·D조 3위에 그치며 조별리그에서 탈락했으며 2011년 5월 1일 김정일의 지시로 북한 A대표팀의 사령탑에서 내려왔다.